# 田井ノ瀬駅
田井ノ瀬駅（たいのせえき）は、和歌山県和歌山市岩橋（いわせ）にある、西日本旅客鉄道（JR西日本）和歌山線の駅である。

## 概要
かつては、阪和線の紀伊中ノ島駅を経由して紀和駅（旧・和歌山駅）に入り、南海本線の和歌山市駅へと、ほとんどの列車が直通運転を行っていたが、1974年に、このルートは廃止された。
駅名は「田井ノ瀬」であるが、県道（和歌山県道14号和歌山打田線）の地点名は「田井之瀬」、バス（和歌山バス那賀橋本線）の停留所名は「田井の瀬」であるなど、表記が統一されていない。
なお、田井の瀬停留所は和歌山バス那賀の2019年4月1日ダイヤ改正で那賀線：211系統が廃止されたことにより廃止された。

## 歴史

### 年表
- 1898年（明治31年）5月4日：紀和鉄道の和歌山駅（現・紀和駅） - 船戸仮駅間開業時に岩橋駅として設置[1]。
- 1899年（明治32年）1月15日：田井ノ瀬駅に改称[2]。
- 1904年（明治37年）8月27日：紀和鉄道の路線を関西鉄道が買収し、同社の駅となる[1]。
- 1907年（明治40年）10月1日：関西鉄道が鉄道国有法により国有化され、帝国鉄道庁の駅となる[1]。
- 1909年（明治42年）10月12日：線路名称が制定され、和歌山線の所属となる[1]。
- 1961年（昭和36年）7月1日：和歌山線貨物支線として、当駅 - 東和歌山駅（現・和歌山駅）間の短絡線が開業[1][3]。
- 1963年（昭和38年）4月1日：貨物取扱廃止[2]。
- 1971年（昭和46年）4月26日：荷物扱い廃止[4]。無人駅となる[5]。
- 1972年（昭和47年）3月15日：前述の和歌山駅への短絡線の旅客営業開始、同時にそのルートが本線扱いとなる[1]。紀和方面への旧線は支線に格下げ[1]。
- 1973年（昭和48年）
  - 9月30日：旧線（紀和第一信号扱所- 紀伊中ノ島駅 - 紀和駅間）廃止[1]。
  - 10月1日：和歌山 - 田井ノ瀬間単線自動（特殊）化。紀和第一信号扱所廃止。
- 1987年（昭和62年）4月1日：国鉄分割民営化により、西日本旅客鉄道の駅となる[1]。
- 2020年（令和2年）3月14日：ICカード「ICOCA」が利用可能となる[6]。
- 2021年（令和3年）6月7日：跨線橋閉鎖（7月までに撤去）。2番のりばに待合所と出入口が完成し、使用を開始する。

### 鉄道唱歌
1900年（明治33年）に大和田建樹が作詞した鉄道唱歌第5集（関西・参宮・南海篇）49番の歌詞にて、当駅が登場する。
親のめぐみの粉河より 叉乗る汽車は紀和の線舟戸田井ノ瀬うちすぎて 和歌山みえし嬉しさよ 
なお、歌詞中の「和歌山」は、現在の紀和駅のことである。

## 駅構造

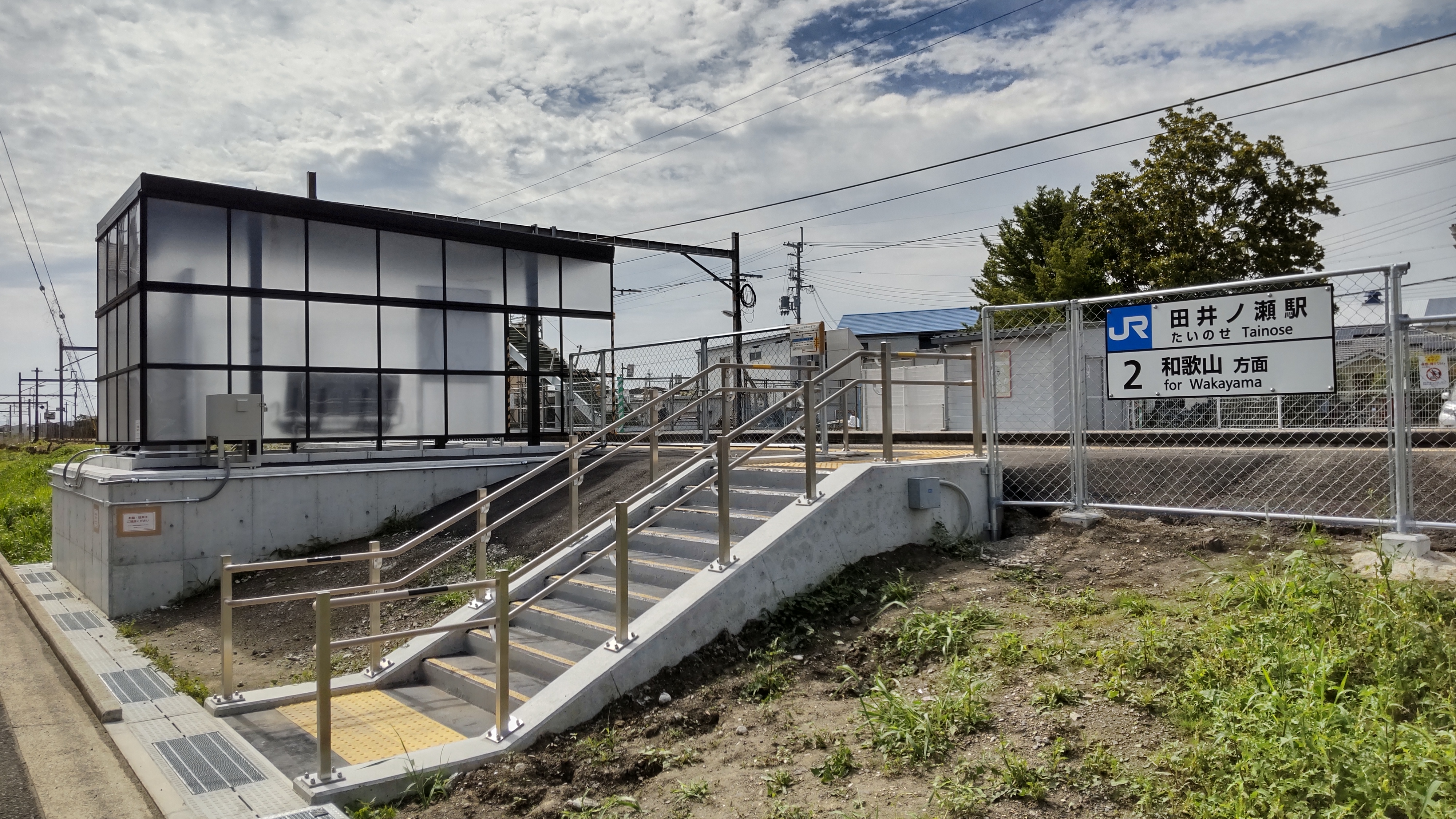
和歌山方面ホーム出入口・待合所（2021年6月）

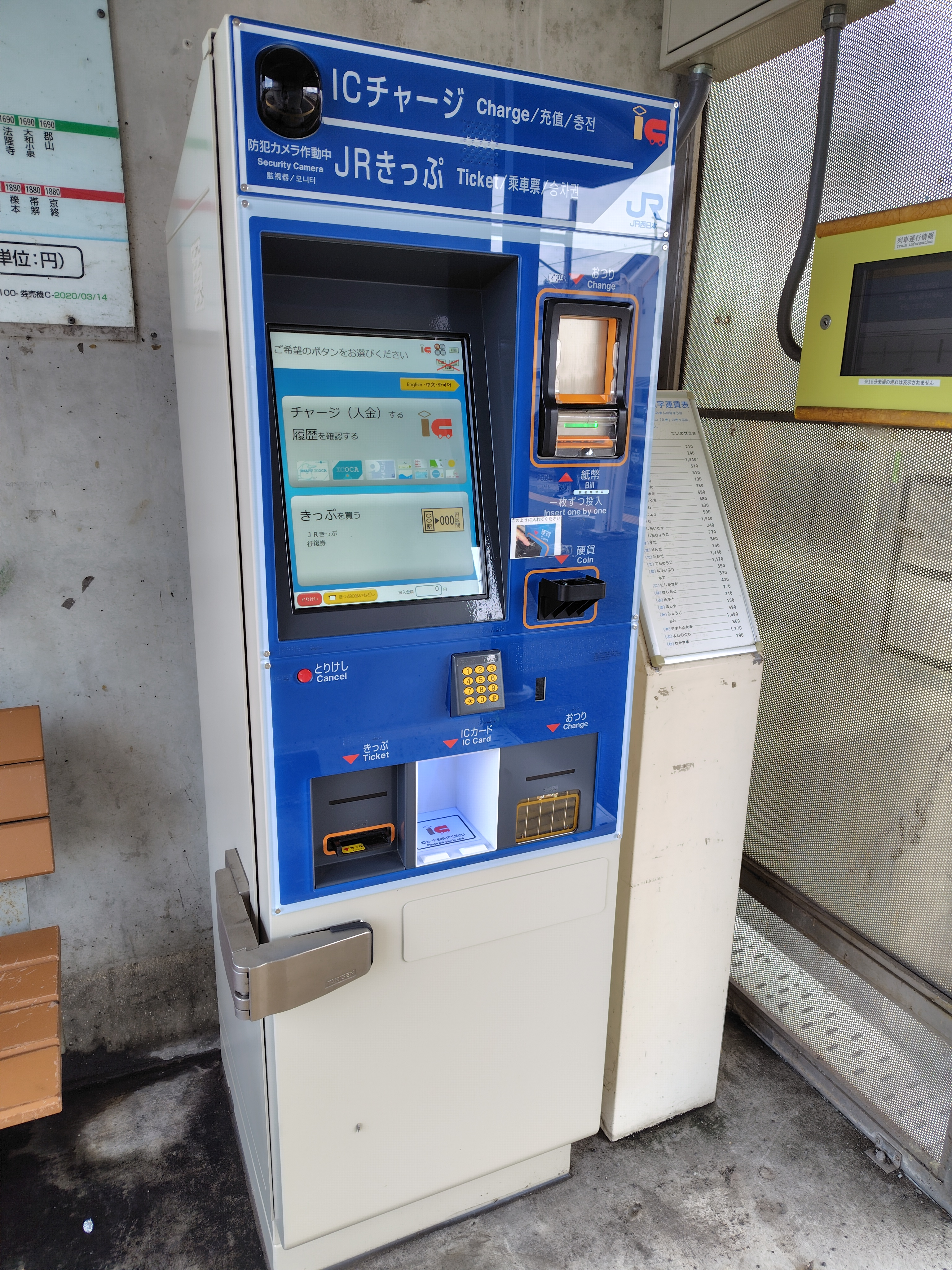
設置されているICカード対応券売機(2025年6月)

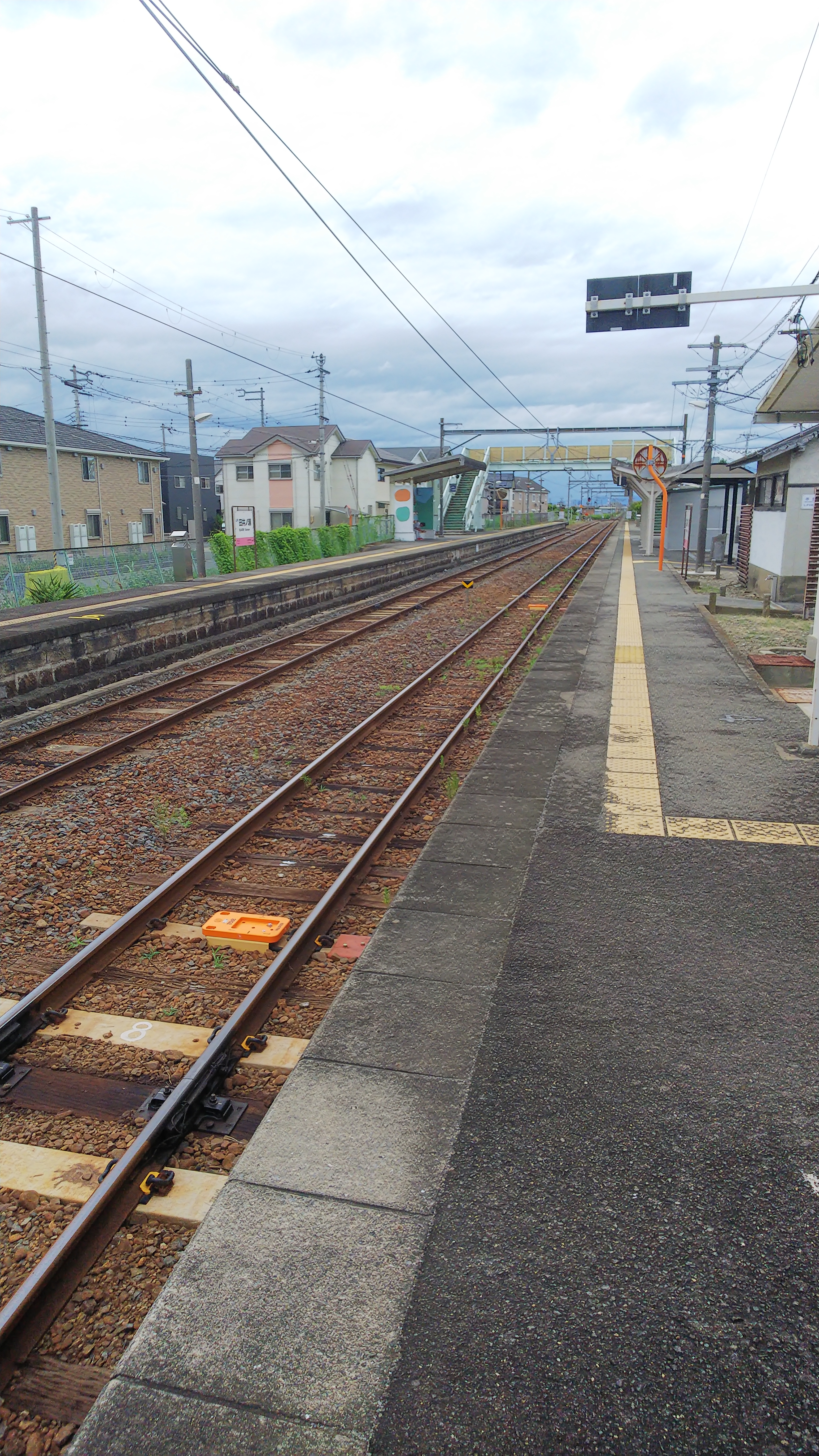
駅構内（2019年8月）

相対式ホーム2面2線の、交換設備を備えた地上駅。和歌山駅管理の無人駅。2005年に駅舎が撤去され、コンクリート製のボックスカルバートを転用した簡素な出入口となった。そこに自動券売機が設置されている。出入口は粉河方面行きホーム側にあり、和歌山行きホームへはホーム西側に設置されている跨線橋で連絡していた。2021年6月に、和歌山行きホームに出入口と、ICOCAチャージ対応券売機を設置した待合所が新設された。跨線橋は2021年6月に閉鎖され、その後撤去されている。トイレは設置されていない。

### のりば
| のりば | 路線     | 方向 | 行先           |
| ------ | -------- | ---- | -------------- |
| 1      | 和歌山線 | 上り | 粉河・橋本方面 |
| 2      | 和歌山線 | 下り | 和歌山方面     |

## 利用状況
近年の1日平均乗車人員は以下の通り。
| 年度   | 1日平均 乗車人員 |
| ------ | ---------------- |
| 1998年 | 310              |
| 1999年 | 286              |
| 2000年 | 281              |
| 2001年 | 284              |
| 2002年 | 269              |
| 2003年 | 256              |
| 2004年 | 274              |
| 2005年 | 274              |
| 2006年 | 269              |
| 2007年 | 272              |
| 2008年 | 283              |
| 2009年 | 294              |
| 2010年 | 267              |
| 2011年 | 277              |
| 2012年 | 282              |
| 2013年 | 299              |
| 2014年 | 298              |
| 2015年 | 322              |
| 2016年 | 337              |
| 2017年 | 329              |
| 2018年 | 333              |
| 2019年 | 330              |
| 2020年 | 277              |
| 2021年 | 297              |
| 2022年 | 285              |

## 駅周辺
- 日本郵便 和歌山西和佐郵便局
- 和歌山市立西和佐小学校
- 紀伊風土記の丘（徒歩25分）
- 紀の川第2緑地
  - 田井ノ瀬グラウンド
- 阪和自動車道和歌山IC
- 玉林園本社

## 隣の駅
西日本旅客鉄道（JR西日本）
 和歌山線
■快速
通過
■普通
千旦駅 - 田井ノ瀬駅 - 和歌山駅（JR-R54）

### かつて存在した路線
日本国有鉄道
和歌山線（旧線）
（千旦駅 -） 田井ノ瀬駅 - 紀伊中ノ島駅